# Gad Saad
Gad Saad (Beirut, 13 ottobre 1964) è uno psicologo libanese naturalizzato canadese.
È attivo nel campo della psicologia evoluzionista applicata al marketing e al comportamento d'acquisto. Ricopre la cattedra di ricerca della Università Concordia in "Scienze comportamentali evoluzionistiche e consumo darwiniano" (2008-2018) e ha un blog su Psychology Today intitolato Homo Consumericus

## Biografia
Nato in una famiglia ebraica che si trasferì a Montréal nell'ottobre del 1975 per sfuggire alla guerra civile libanese e all'antisemitismo. Ha ottenuto un bachelor of science (Matematica e Informatica) e un M.B.A. presso la McGill University, e un M.S. e un Ph.D. presso la Cornell University. Il consigliere di dottorato di Saad era lo psicologo matematico e cognitivo e teorico della decisione comportamentale Edward Russo. Gaad è inoltre ateo e critico verso le religioni in generale.

### Attività di ricerca
Gad è un docente di marketing presso la Concordia University dal 1994. Durante questo periodo è anche stato visiting professor alla Cornell University, Dartmouth College, e alla University of California, Irvine. È editor associato per la rivista Evolutionary Psychology, ed è un consulente del Centre for Inquiry Canada.
Una linea di ricerca che Saad sta esplorando è il modo in cui gli ormoni influenzano i consumatori e le decisioni che essi prendono. Esempi di questa ricerca includono lo studio di come i prodotti appariscenti influenzano i livelli di testosterone, come i livelli di testosterone influenzano varie forme di assunzione del rischio, e come gli ormoni nel ciclo mestruale influenzano le decisioni di acquisto. Un'altra linea di ricerca ha coinvolto lo studio del dono a livello psicologico, compreso il modo in cui gli uomini e le donne si differenziano nei motivi che spingono loro a donare.

### Presenza su YouTube
Saad dirige anche una serie su YouTube intitolata The Saad Truth in cui realizza video critici sul postmodernismo, sul politicamente corretto, sul multiculturalismo, sul femminismo, sull'islam politico, sui safe-spaces e i trigger warning. Tra gli ospiti dei suoi podcast sono inclusi: Jordan Peterson, Jonathan Haidt, Michael Shermer, Deepak Chopra, Hamed Abdel-Samad, Nick Cohen, Jerry Coyne, Steven Crowder, Daniel Dennett, Sam Harris, Dave Rubin, Christina Hoff Sommers, Milo Yiannopoulos, Bret Weinstein e Alessandro Strumia.